# Comme toi...
Pour les articles homonymes, voir Comme toi.
 (novembre 2023).
Si vous disposez d'ouvrages ou d'articles de référence ou si vous connaissez des sites web de qualité traitant du thème abordé ici, merci de compléter l'article en donnant les références utiles à sa vérifiabilité et en les liant à la section « Notes et références ».
Pour plus de détails, voir Fiche technique et Distribution.
Comme toi... (titre original italien : Come te nessuno mai) est un film italien de Gabriele Muccino, sorti en 1999.

## Synopsis
L'intrigue se joue sur trois jours.
Silvio et son meilleur ami Ponzi sont lycéens à Rome. Ponzi a le béguin pour Valentina, qui est malheureusement la petite amie de son copain Martino. Ils passent leur temps, avec leur bande de copains, à rêver des filles de leur âge et à parler des cours.
À la suite d'un baiser avec la petite amie de Martino, Silvio perd la confiance de Ponzi qui décide alors de diffuser ce secret. Pendant ce temps, nous assistons à un évènement d'ampleur auquel participent nos jeunes lycéens : c'est l'occupation de leur école pour protester « contre le système » avec tous les prétextes du monde. C'est l'occasion d'égaler leurs parents qui ont vécu l'époque « soixante-huitarde » et se sont battus pour un idéal et de belles causes. Après une confrontation avec Martino et l'occupation policière de l'école, Silvio devient contre toute attente l'ami de Claudia qui lui confie ses propres sentiments... S'il en reste stupéfait, il découvre avec elle l'amour qui l'avait tant intrigué...

## Distribution
- Silvio Muccino: Silvio Ristuccia
- Giuseppe Sanfelice: Ponzi
- Giulia Steigerwalt: Claudia
- Giulia Carmignani: Valentina
- Luca De Filippo: papa de Silvio
- Anna Galiena: maman de Silvio
- Enrico Silvestrin: Alberto Ristuccia
- Giulia Ciccone: Chiara Ristuccia
- Simone Pagani: Martino
- Caterina Silva: Giulia
- Sara Pelagalli: Marta
- Saverio Micheli: Filippo
- Cristiano Iuliano: Lorenzo
- Nicola Campiotti : Gustavo
- Antonello Grimaldi : commissaire de police
- Alessandro Palombo : Leon
- Valeria D'Obici : mère de Giulia
- Diane Fleri : Arianna
- Giorgio Pasotti : Matteo

## Les thèmes du film
Les sujets tournent autour des thématiques adolescentes, sur fond de fin de millénaire, avec des jeunes ados à la recherche de symboles en lesquels ils peuvent croire et pour lequel ils peuvent se battre. Le film se penche aussi aux groupements de jeunes de divers horizons et styles (les babacools, les skins, les punks, les BCBG...), ainsi qu'aux manifestations et leurs débordements plus ou moins sensés, à l'occupation des lycées de la capitale, à la découverte de l'amour et du sexe...

## L'anecdote
Dans une scène du film apparaît dans un caméo, Giorgio Pasotti dans le rôle d'un ami d'Alberto : un certain Matteo. Matteo, c'est le même nom que celui du personnage interprété par Pasotti dans Ecco fatto, un autre film de Gabriele Muccino. Dans un extrait du dialogue de Come te nessuno mai, on peut soupçonner qu'il s'agit du même personnage puisqu'il dit qu'il s'est fait plaquer par Margherita. D'ailleurs c'est le nom de la fiancée de Matteo dans Ecco Fatto interprétée par Barbara Bobulova.
Une autre anecdote concernant Pasotti c'est que Matteo est le prénom du fils de son personnage Adriano dans Juste un baiser et par la suite dans Encore un baiser (Baciami ancora),  tous deux de Gabriele Muccino.
Les scènes qui se déroulent à l'intérieur de l'école ont été tournées dans le Complesso del Buon Pastore,  un édifice de Rome de 1943.
La famille protagoniste se nomme Ristuccia, comme dans le film Souviens-toi de moi (Ricordati di me) réalisé par Gabriele Muccino en 2003.

## Récompenses
- 2000 Festival international du film à Bruxelles : Iris d'argent pour le meilleur scénariste à Gabriele Muccino, Silvio Muccino, Adele Tulli
- 2000 Festival international du cinéma indépendant de Buenos Aires : 
  - Cinematography Award à Arnaldo Catinari
  - OCIC Award à Gabriele Muccino
- 1999 Festival International du Jeune Cinéma: Castle d'or à Gabriele Muccino
- 1999 Festival del cinema di Venezia : Rota Soundtrack Award à Paolo Buonvino
- Sulmonacinema Film Festival
  - Meilleur film : Remporté